# Котлин (тип речных судов)
Котлин - скоростной пассажирский катамаран проекта 04580, разработанный компанией «Форсс Технологии» на основании эскиза австралийской компании Incat. Судно предназначено для пассажироперевозок по внутренним водным путям и прибрежным районам, в умеренных климатических зонах, за исключением плавания в ледовых условиях, как в светлое, так и в темное время суток. Так как разработка катамарана была заказана компанией Нева Тревел для сообщения между центром Санкт-Петербурга и культурным кластером Остров фортов в Кронштадте на острове Котлин, он с этапа проектирования был приспособлен к работе в местных условиях, с учётом низких мостов, требований к минимальному волнообразованию и возможности выхода в Финский залив.
Скорость катамарана достигает 30 узлов (55 км/ч), пассажировместимость - 150 человек в салоне и 50 на открытой верхней палубе.

## История
Проект «Остров Фортов» был запущен в 2019 году, а в августе 2020 года был открыт исторический парк. В 2021 году в Кронштадт была отбуксирована первая советская атомная подводная лодка К-3 «Ленинский комсомол», ставшая главным экспонатом Музея военно-морской славы, открытого в 2023 году. 
Успешная эксплуатация судна «Грифон» проекта 23290 с 2017 года продемонстрировала возможность использования скоростных катамаранов для пассажироперевозок в Санкт-Петербурге и способность Средне-Невского судостроительного завода производить суда такого класса. Государственный проект по созданию туристическо-рекреационного кластера обеспечивал гарантированный пассажиропоток. В рамках госпрограммы по обновлению пассажирского флота России была заказана серия из шести судов проекта 04580 Котлин - соглашение было подписано в 2022 году Минпромторгом, проектным офисом по созданию туристско-рекреационного кластера «Остров фортов» и ООО «Нева Тревел». Стоимость постройки каждого из судов составила чуть более 200 млн рублей.
Первые два судня проекта, «Форт Кроншлот» и «Форт Пётр I», были спущены на воду в 2023 году; вторые, «Форт Александр I» и «Форт Тотлебен» — в 2024. В 2025 приступил к пассажирским перевозкам «Форт Обручев» и был спущен на воду «Форт Шанец».
По сообщению заместителя генерального директора завода-производителя Антона Арью, в 2023 году интерес к приобретению судов проекта 04580 высказывали представители и других российских регионов, в том числе Башкирии, Красноярска, Пермского и Хабаровского края. О заключении твердых контрактов, в то же время, не сообщалось.